# U-523 (tàu ngầm Đức)
U-523 là một tàu ngầm tấn công  Lớp Type IX thuộc phân lớp Type IXC được Hải quân Đức Quốc Xã chế tạo trong Chiến tranh Thế giới thứ hai. Nhập biên chế năm 1942, nó đã thực hiện được bốn chuyến tuần tra và đánh chìm được một tàu buôn tải trọng 5.848 GRT. Trong chuyến tuần tra cuối cùng, U-523 bị các tàu khu trục HMS Wanderer và tàu corvette HMS Wallflower của Hải quân Hoàng gia Anh đánh chìm trong Đại Tây Dương về phía Tây Vigo, Tây Ban Nha vào ngày 25 tháng 8, 1943.

## Thiết kế và chế tạo

### Thiết kế
Thiết kế của tàu ngầm Type IXC có kích thước hơi nhỉnh hơn so với phân lớp Type IXB dẫn trước. Chúng có trọng lượng choán nước 1.120 t (1.100 tấn Anh) khi nổi và 1.232 t (1.213 tấn Anh) khi lặn. Con tàu có chiều dài chung 76,76 m (251 ft 10 in), lớp vỏ trong chịu áp lực dài 58,75 m (192 ft 9 in), mạn tàu rộng 6,76 m (22 ft 2 in), chiều cao 9,60 m (31 ft 6 in) và mớn nước 4,70 m (15 ft 5 in).
Chúng trang bị hai động cơ diesel MAN M 9 V 40/46 siêu tăng áp 9-xy lanh 4 thì, tổng công suất 4.400 PS (3.200 kW; 4.300 bhp), dẫn động hai trục chân vịt đường kính 1,92 m (6,3 ft), cho phép đạt tốc độ tối đa 18,3 kn (33,9 km/h), và tầm hoạt động tối đa 13.450 nmi (24.910 km) khi đi tốc độ đường trường 10 kn (19 km/h). Khi đi ngầm dưới nước, chúng sử dụng hai động cơ/máy phát điện Siemens-Schuckert 2 GU 345/34 tổng công suất 1.000 PS (740 kW; 990 shp). Tốc độ tối đa khi lặn là 7,3 kn (13,5 km/h), và tầm hoạt động 63 nmi (117 km) ở tốc độ 4 kn (7,4 km/h). Con tàu có khả năng lặn sâu đến 230 m (750 ft).
Vũ khí trang bị có sáu ống phóng ngư lôi 53,3 cm (21 in), bao gồm bốn ống trước mũi và hai ống phía đuôi, và mang theo tổng cộng 22 quả ngư lôi 53,3 cm (21 in). Tàu ngầm Type IX trang bị một hải pháo 10,5 cm (4,1 in) SK C/32 với 110 quả đạn, một pháo phòng không 3,7 cm (1,5 in) SK C/30 và hai pháo phòng không 2 cm (0,79 in) C/30. Thủy thủ đoàn bao gồm 4 sĩ quan và 44 thủy thủ.

### Chế tạo
U-523 được đặt hàng vào ngày 14 tháng 2, 1940, và được đặt lườn tại xưởng tàu Deutsche Werft ở Hamburg vào ngày 4 tháng 8, 1941. Nó được hạ thủy vào ngày 15 tháng 4, 1942, và nhập biên chế cùng Hải quân Đức Quốc Xã vào ngày 25 tháng 6, 1942 dưới quyền chỉ huy của Hạm trưởng, Đại úy Hải quân Werner Pietzsch.

## Lịch sử hoạt động
Sau khi hoàn tất việc chạy thử máy và huấn luyện trong thành phần Chi hạm đội U-boat 4, U-523 được điều sang Chi hạm đội U-boat 10 từ ngày 1 tháng 2, 1943 để hoạt động trên tuyến đầu cho đến khi bị mất.

### Chuyến tuần tra thứ nhất
U-523 xuất phát từ cảng Kiel, Đức vào ngày 9 tháng 2, 1943 cho chuyến tuần tra đầu tiên trong chiến tranh. Nó tiến ra Bắc Hải, rồi băng qua khe GI-UK giữa Iceland và quần đảo Faroe để vòng qua quần đảo Anh và hoạt động tại khu vực giữa Bắc Đại Tây Dương. Vào ngày 19 tháng 3, nó phóng ngư lôi đánh chìm chiếc tàu buôn Hoa Kỳ Mathew Luckenbach 5.848 GRT, nguyên thuộc Đoàn tàu HX 229 và đã bị bỏ lại sau khi trúng ngư lôi từ tàu ngầm U-527. U-523 kết thúc chuyến tuần tra khi quay trở về cảng Lorient bên bờ Đại Tây Dương của Pháp đã bị Đức chiếm đóng, đến nơi vào ngày 16 tháng 4.

### Chuyến tuần tra thứ hai và thứ ba
Chuyến tuần tra tiếp theo của U-523 chỉ kéo dài từ ngày 22 đến ngày 26 tháng 5. Trên đường đi trong vịnh Biscay vào ngày 24 tháng 5, chiếc tàu ngầm bị một máy bay ném bom Armstrong Whitworth Whitley thuộc Liên đội 10 Không quân Hoàng gia Anh tấn công, và bị hư hại nặng đến mức nó bị buộc phải quay trở lại căn cứ.
Sau đó chiếc U-boat thực hiện chuyến tuần tra ngắn thứ ba, cùng xuất phát và kết thúc tại Lorient, và kéo dài từ ngày 1 đến ngày 3 tháng 8.

### Chuyến tuần tra thứ tư – Bị mất
U-523 lại khởi hành từ Lorient vào ngày 16 tháng 8 cho chuyến tuần tra thứ tư, cũng là chuyến cuối cùng, và đã đi ra Đại Tây Dương theo hướng Tây Nam. Đến ngày 25 tháng 8, chiếc U-boat bị các tàu khu trục HMS Wanderer và tàu corvette HMS Wallflower của Hải quân Hoàng gia Anh đánh chìm trong Đại Tây Dương về phía Tây Vigo, Tây Ban Nha, tại tọa độ 42°03′B 18°02′T / 42,05°B 18,033°T. Mười bảy thành viên thủy thủ đoàn của U-523 đã tử trận, và có 37 người sống sót được cứu vớt và bị bắt làm tù binh chiến tranh.

### "Bầy sói" tham gia
U-523 từng tham gia bốn bầy sói:
- Burggraf (24 tháng 2 – 5 tháng 3, 1943)
- Westmark (6 – 11 tháng 3, 1943)
- Stürmer (11 – 20 tháng 3, 1943)
- Seeteufel (23 – 30 tháng 3, 1943)

### Tóm tắt chiến công
U-523 đã đánh chìm được một tàu buôn tải trọng 5.848 GRT:
| Ngày             | Tên tàu           | Quốc tịch     | Tải trọng | Số phận      |
| ---------------- | ----------------- | ------------- | --------- | ------------ |
| 19 tháng 3, 1943 | Mathew Luckenbach | United States | 5.848     | Bị đánh chìm |